# 오곡
오곡(五穀)은 다섯 가지 곡물을 부르는 말이다.
- 중국: 수수·깨·피·보리·콩 (깨나 수수 대신 쌀이 들어갈 수도 있다)
- 한국: 쌀·보리·콩·조·기장
- 인도: 밀·깨·쌀·보리·콩

이렇게 분류하는 원전 근거는 무엇인지 모르겠다. 후대에 이렇게 추측한 것이다.
확실한 것은 중국이나 한국이나 고대에는 '쌀 보리 밀'이 주식으로 언급되지 않는다는 점이다.
중국의 진나라가 통일하기 이전 문헌에는 주된 곡식으로 "기장(黍서) 메기장(稷직) 수수(粱량, 高粱) 피(稗패) 조(粟속)"이 나온다.
대략 그 시기의 오곡은 그 다섯 가지를 가리켰던 것 같다.
이후에 "벼(稻도) 보리(麥맥) 콩(豆두) 밀(小麥소맥) 깨(芝麻지마 -중국, 胡麻호마 -일본)" 등이 나타난다.
󰡔한서(漢書)󰡕 「식화지(食貨志)」의 안사고(顔師古)의 주석에는 다음을 오곡이라 한다.
기장(黍서), 메기장(稷직, 혹은 수수), 깨(麻마), 보리(麥맥), 콩(豆두)

## 같이 보기
- 오곡밥